# 趙古泥
赵古泥（1874年—1933年），名石，字石农，號古泥，又号慧僧、泥道人，以号行，江苏常熟人，後移居上海，清末民初篆刻家、書法家。艺术风格受吳昌硕影响頗大。

## 生平
少時父亲经营药店，生活贫困。因母亲早逝，趙古泥十分悲痛，有出家的念頭，但被家人阻止。 
趙氏20岁左右靠製砚和篆刻为生，期間經常出入朋友沈瑾的家，阅览其收藏的书画。這為趙之后精通金石文书画奠定基礎。後通過沈氏結識了吴昌硕，在吴昌硕的指导下，趙古泥在篆刻當面发挥出卓越的才智。趙古泥潛心研究封泥，终于得到其精髓，将其吸收进书法和篆刻中。 
趙古泥精研篆刻四十年，又創作了許多作品。趙古泥篆刻一派被称为“庐山派”，門下有諸多弟子，著名篆刻家邓散木是他的學生。
趙古泥亦精於书法、诗文，以颜真卿为范。

## 印譜
- 《拝缶廬印存》
- 《趙古泥印存》沈氏米斎編集
- 《泥道人印存》龐氏蘭石軒編集
- 《趙古泥印存》陳老秋編集

## 詩集
- 《泥道人詩草》2卷

## 外部連結
- 赵古泥
- 赵古泥
- 赵石
- 赵古泥 （页面存档备份，存于）